# NRC Handelsblad

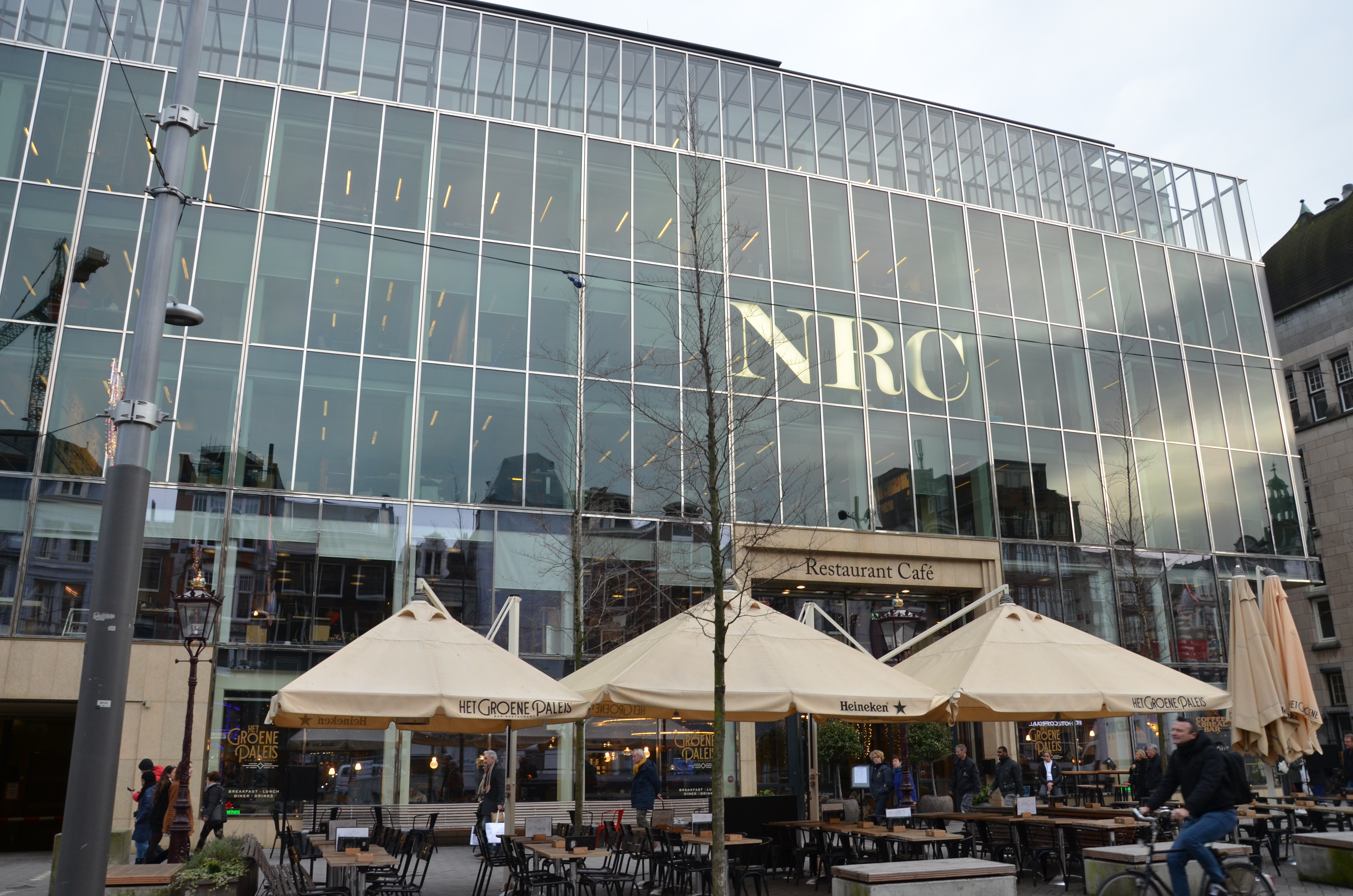
Sede del giornale ad Amsterdam

NRC Handelsblad (pronuncia olandese: [ɛnɛrseː ɦɑndəlzblɑt]), spesso abbreviato in NRC, è un quotidiano pubblicato nei Paesi Bassi dalla NRC Media.
Il primo numero è stato pubblicato il 1º ottobre 1970 dopo la fusione del quotidiano di Amsterdam Algemeen Handelsblad (fondato nel 1828 da JW van den Biesen) e del Rotterdam Nieuwe Rotterdamsche Courant (fondato nel 1844 da Henricus Nijgh). Il motto del documento è Lux et Libertas - Light (riferito all'età dell'illuminismo) e Freedom.
La diffusione di NRC Handelsblad nel 2014 è stata di 188 500 copie, posizionandosi al 4º posto tra i quotidiani nazionali olandesi.
Nel 2015 il gruppo NRC Media è stato acquisito dalla società belga Mediahuis.